# Osvaldo Cavandoli
Osvaldo Cavandoli (Maderno, Italija 1. siječnja 1920. – 3. ožujka 2007.), nadimka Cava, talijanski crtač crtanih filmova. Počasni je građanin Milana.
Poznat je po svom crtanom filmu Liniji (u izvorniku: "La Linea").
U Milano se preselio u dobi od dvije godine. Od 1936. – 1940. radi kao tehnički dizajner za Alfu Romea. 1943. godine počinje pokazivati zanimanje za crtane filmove i počinje tada raditi s Ninom Pagotom. Od 1950. godine radi neovisno i kao redatelj i producent. 
Njegov slavni crtani film Linija se prvi put pojavljuje 1969. godine. Godine 1978. i 1988. razvija dva nova crtana lika: "Seks-liniju" i "Eros-liniju".